# Severní Město

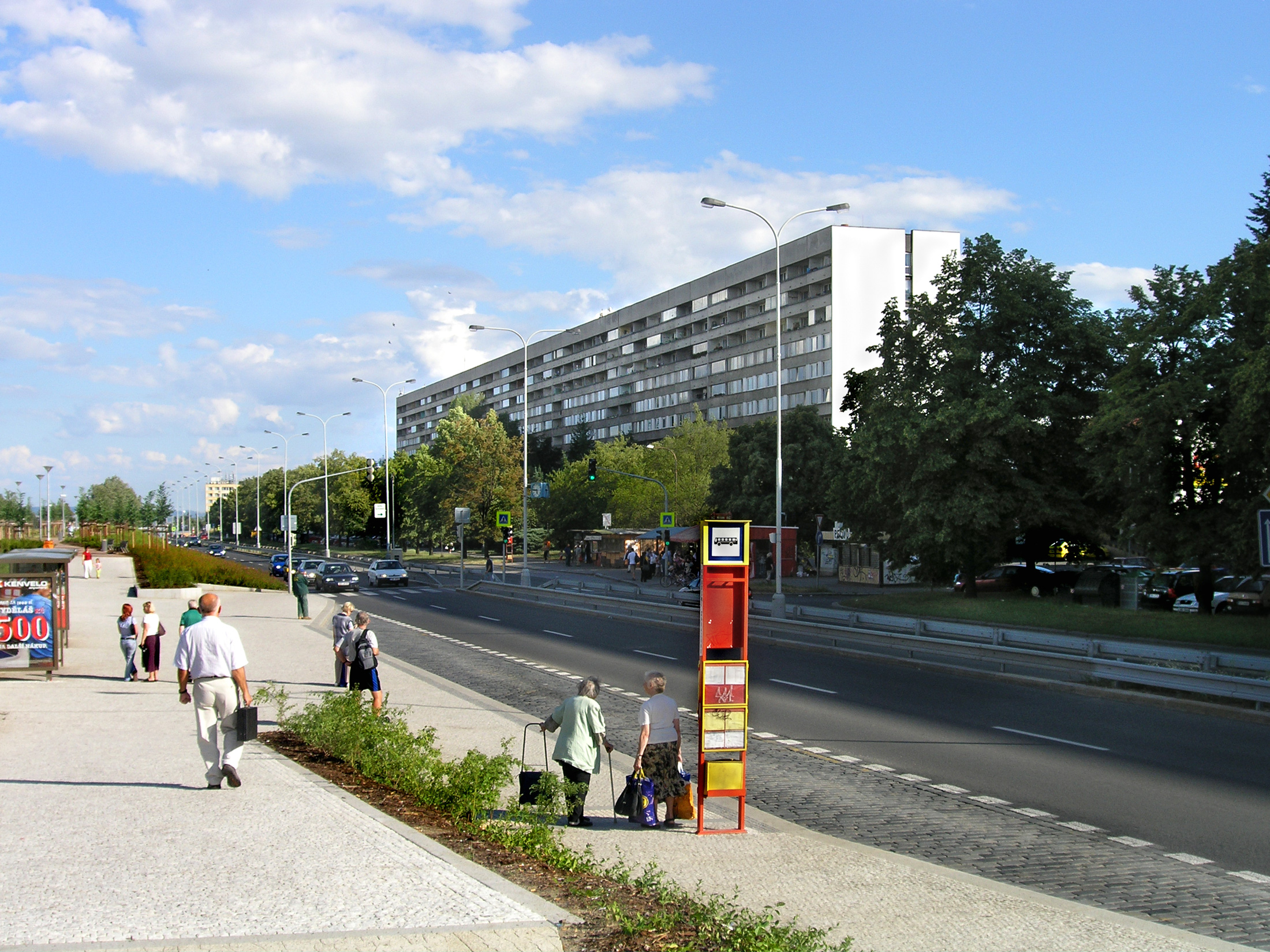
Sídliště Prosek je největší částí Severního Města

Severní Město (někdy psané i jako Severní město) je název pro seskupení panelových sídlišť v severní části Prahy na pravém břehu Vltavy, postavených v 70. a 80. letech 20. století.

## Historie
Název Severní Město není oficiálně názvem žádného katastrálního území, jeho význam není přesně ustálený. Oproti názvu Jižní Město je méně vžitý, v praxi se místo něj častěji používají názvy dílčích sídlišť, protože nejde o souvislé území. Pojmenování Severní Město se poprvé objevilo v tisku patrně v roce 1957 jako pojmenování sídlištního celku v severní rovinaté oblasti náhorní plošiny nad údolím Vltavy a Rokytky. Proto také území bývá nazýváno Severní Terasa.[zdroj⁠?!]
Původně bylo uvažováno o čtyřech sídlištních celcích pro zhruba 100 000 obyvatel – Bohnice, Kobylisy, Ďáblice a Prosek vystavěných v šedesátých a sedmdesátých letech. Po připojení Čimic k Praze v roce 1960 bylo rozhodnuto o výstavbě smíšeného sídliště (obytné a rodinné domy) i zde. Občas bývají k Severnímu Městu řazeny i Letňany, které byly k Praze připojeny v roce 1966.
První byla vystavěna nejvýchodnější čtvrť (Prosecká), nacházející se z poloviny v severní části katastrálního území Prosek a z druhé poloviny v jižní části katastru Střížkova. Na začátku třetího tisíciletí byla sídliště kompaktně doplněna novostavbami, nacházejícími se v nejzápadnější části katastru Letňan (jihozápadně od Kbelské ulice).
Jako druhá přišla na řadu na konci šedesátých let čtvrť Ďáblická. Toto sídliště se trochu kuriózně vůbec nenachází na katastrálním území Ďáblic, ale v katastru Kobylis mezi Střelničnou ulicí a Ďáblickým hájem. Na konci sedmdesátých let bylo sídliště kompaktně dokončeno výstavbou východní části nacházející se v katastru Střížkova (mezi Ďáblickou a Libereckou ulicí).
Zástavba pokračovala v sedmdesátých letech výstavbou velkého bohnického sídliště a menšího kobyliského a čimického. Kobyliské sídliště je umístěno v terénní muldě pod Čimickým hájem. Domy jsou zde amfiteatrálně rozloženy, aby rovnoběžně sledovaly terén. Panelákové sídliště v Čimicích je zástavbou rodinných domů rozděleno na jižní (dokončeno 1975) a severní (dokončeno 1980).
Sídliště Bohnice je podobně jako Prosek rozděleno do dvou katastrálních území s osou přibližně v polovině – severní část se nachází v katastru Bohnice, jižní část pak v katastru Troja na náhorní plošině. Sídliště bylo stavěno jako stavba česko-polského přátelství, a proto je velká část ulic a nákupních středisek pojmenována po polských městech (např. Lodžská, Zhořelecká, Odra, Krakov, ...). Výstavba byla z větší části dokončena v sedmdesátých letech, některé části však až 80. letech (Podhajská pole) nebo na počátku nového tisíciletí (novostavby Velká skála).

## Struktura
Severní Město tvoří (hrubý počet obyvatel bytových domů):
- sídliště Bohnice (na území Troji a Bohnic) – cca 25 000 obyvatel
- sídliště Čimice (na území Čimic) – cca 5 000 obyvatel
- sídliště Kobylisy (na území Kobylis) – cca 5 000 obyvatel
- sídliště Ďáblice (na území Střížkova a Kobylis) – cca 25 000 obyvatel
- sídliště Prosek (na území Proseku, Střížkova a Letňan) – cca 25 000 obyvatel
- občas bývá připojováno i sídliště Letňany (na území Letňan) – cca 12 000 obyvatel